# Ett stycke Sverige
Ett stycke Sverige är en svensk dokumentär av filmaren Bengt Jägerskog från 2007, producerad av SVT.
Dokumentären berättar historien om bonden Eric Sandlin på Vidbynäs gård som tvingas från gården sedan kommunen bestämt att marken han brukat i 33 år ska göras om till en golfbana. Banan ska kosta 150 miljoner kronor att anlägga och ett medlemskap i golfklubben kostar 100 000 kronor. Ytterligare två golfbanor planeras i trakten. Det är inte första gången som Erik flyttat på sig för golfens skull och som marken han brukat rivits upp.